# Mercenary Technology
Mercenary Technology es una empresa desarrolladora de videojuegos. Fundada en 2010 por veteranos de la industria de videojuegos con más de 50 años de experiencia. Se anunció en junio de 2015 que está trabajando en conjunto con Beenox en el videojuego Call of Duty: Black Ops 3 para PlayStation 3, y Xbox 360.

## Juegos Desarrollados
| 2009 | Resident Evil 5                 | No | No | Sí | No | No |
| 2010 | Dead Rising 2                   | No | Sí | Sí | No | Sí |
| 2011 | Dead Rising 2: Off the Record   | No | Sí | Sí | No | Sí |
| 2012 | Transformers: Fall of Cybertron | No | No | Sí | No | No |
| 2013 | Deadpool                        | No | No | Sí | No | No |
| 2015 | Call of Duty: Black Ops III     | Sí | No | No | Sí | No |